# オハラハン (フリゲート)
|          | |
| 艦歴     | |
| 発注     | 1963年3月21日                                                                                         |
| 起工     | 1964年2月19日                                                                                         |
| 進水     | 1965年10月20日                                                                                        |
| 就役     | 1968年7月13日                                                                                         |
| 退役     | 1988年12月20日                                                                                        |
| その後   | パキスタンに貸与 返還後スクラップとして廃棄                                                           |
| 除籍     | 1993年11月29日                                                                                        |
| 性能諸元 | |
| 排水量   | 基準 2,624トン、満載 3,400トン                                                                        |
| 全長     | 414 ft 6 in (126.3 m)                                                                                 |
| 全幅     | 44 ft 1 in (13.4 m)                                                                                   |
| 吃水     | 24 ft 6 in (7.5 m)                                                                                    |
| 機関     | フォスター・ホイーラー缶2基 ゼネラル・エレクトリック式タービン1基 1軸推進、35,000shp                  |
| 最大速   | 27ノット                                                                                              |
| 乗員     | 士官16名、兵員231名                                                                                   |
| 兵装     | Mk30 5インチ砲 2門 8連装 ASROC Mk16 ランチャー 1基 Mk32 12.75インチ魚雷発射管 6門 Mk37 魚雷発射管 2門 |
| 搭載機   | SH-2 LAMPS I 1機                                                                                      |
| モットー | Faithful and Brave                                                                                    |

オハラハン (USS O'Callahan, FF-1051) は、アメリカ海軍のフリゲート。ガーシア級フリゲートの10番艦。艦名は名誉勲章受章者である従軍牧師のジョセフ・T・オハラハン少佐に因む。

## 艦歴
オハラハンは1964年2月19日にミシガン州ベイシティのデフォー・シップビルディングで起工し、1965年10月20日にシスター・ローズ・マリー・オハラハン（オハラハン少佐の妹）によって命名、進水した。シスターはアメリカ海軍艦艇に洗礼を施した初の尼僧となった。1968年7月13日にマサチューセッツ州ボストンのボストン海軍造船所で艦長ロバート・L・ブラウン大佐の指揮下就役した。
ボストンでの整調後の1968年8月16日、オハラハンは母港となるカリフォルニア州サンディエゴに向けて出航した。途中バージニア州ノーフォーク、サウスカロライナ州チャールストン、フロリダ州フォートローダーデールに寄港した。10月1日にサンディエゴを出航し、太平洋北西部での25日間に及ぶ電子機器、兵装システムの試験を行、続いて11月4日に整調を始める。1969年2月6日から17日にかけてハワイ諸島で訓練を行った後、オハラハンは3月4日にロングビーチ海軍造船所に入渠し5月半ばまで整調後の信頼性試験が行われた。その後最初の西太平洋配備に備えてサンディエゴ沖で訓練を行った。
1975年6月30日にオハラハンはフリゲートへと艦種変更され、 FF-1051 の艦番号が与えられた。オハラハンは1989年5月31日に退役しパキスタン海軍に貸与されたが、パキスタンが核開発停止要求を拒絶したことにより1994年に貸与は停止された。オハラハンは1994年8月19日にシンガポールでアメリカ海軍に返還され、同日除籍された。9月9日に海事局へ移管され、ニューヨークのジャック・ピエロット・ジュニア・アンドサンズ社に600,000ドル以上で売却された。船体はその後香港へ曳航されスクラップとして廃棄された。